# 음력 11월 14일
음력 11월 14일은 음력 11월의 14번째 날이다.

## 사건
- 1998년 - 대한민국에서 하나은행과 보람은행 합병.
- 2024년 - 제20대 대통령 윤석열에 대한 탄핵 소추안이 대한민국 국회 본회의에서 가결되었다.

## 문화
- 1998년 -
  - 대한민국은 양력 날짜로 한 해를 시작하는 신정 휴일을 이틀에서 하루로 줄였다. (1월 1일)
  - SBS 러브FM이 FM 방송으로 개국.
- 2005년 - 제2진도대교 개통.
- 2024년 - 대경선 개통.

## 탄생
- 1907년 - 대한민국의 역사가 이유립.
- 1953년 - 대한민국의 축구인 허정무.
- 1986년
  - 대한민국의 작사가 서지음.
  - 대한민국의 가수 김무영.
  - 대한민국의 가수 김준수.
  - 대한민국의 배우 나현주.
  - 코스타라카의 축구 선수 케일러 나바스.
  - 대한민국의 축구 선수 김성환.
- 1990년 - 대한민국의 야구 선수 권희동.
- 1991년 - 일본의 성우 우에사카 스미레.

## 같이 보기
- 음력 360일: 1월 2월 3월 4월 5월 6월 7월 8월 9월 10월 11월 12월
- 전날:11월 13일 다음날:11월 15일 - 전달:10월 14일 다음달:12월 14일
- 양력:11월 14일
- 음력, 윤달